# بيتر ماكان
بيتر ماكان (بالإنجليزية: Peter McCann)‏ هو مغني وكاتب أغاني أمريكي، ولد في 6 مارس 1948 في بريدجبورت في الولايات المتحدة.

## وصلات خارجية
- بيتر ماكان على موقع IMDb (الإنجليزية)
- بيتر ماكان على موقع ميوزك برينز (الإنجليزية)
- بيتر ماكان على موقع قاعدة بيانات برودواي على الإنترنت (الإنجليزية)
- بيتر ماكان على موقع ديسكوغز (الإنجليزية)